# Barcial de la Loma
Barcial de la Loma é um município da Espanha na província de Valladolid, comunidade autónoma de Castela e Leão, de área 27,28 km² com população de 138 habitantes (2007) e densidade populacional de 5,06 hab./km².

## Demografia
| Variação demográfica do município entre 1991 e 2004 | Variação demográfica do município entre 1991 e 2004 | Variação demográfica do município entre 1991 e 2004 | Variação demográfica do município entre 1991 e 2004 |
| --------------------------------------------------- | --------------------------------------------------- | --------------------------------------------------- | --------------------------------------------------- |
| 1991                                                | 1996                                                | 2001                                                | 2004                                                |
| 184                                                 | 171                                                 | 155                                                 | 151                                                 |